# Karl von Reyher
[carece de fontes?]
Karl Friedrich Wilhelm von Reyher (21 de junho de 1786 — Berlim, 7 de outubro de 1857) foi um general prussiano, ministro da guerra no governo de Ludolf Camphausen e chefe do Estado-Maior.

## Vida

### Juventude
Karl era filho de Johann Samuel Reyher, cantor e professor de Groß Schönebeck, e de sua segunda esposa Johanna Karoline, nascida Eckart, filha de um escrivão florestal. Seu local de nascimento, a antiga escola da aldeia, foi preservado.

### Carreira militar
Aos treze anos, ele teve que deixar a escola e arranjar um emprego. Primeiro, ele começou a treinar como escrivão oficial antes de entrar voluntariamente no serviço militar em 1802. Ele foi promovido a funcionário regimental no do general von Winnig infantaria regimento e logo foi feito um não-comissionado oficial. Ele participou da guerra de 1806 com a comitiva. Após a derrota prussiana, Reyher juntou-se ao Freikorps Ferdinand von Schill. Isso o tornou um sargento e secretário pessoal. Com Schill, Reyher mudou para o 2º Regimento de Hussardos de Brandemburgo em 1808 como sargento e secretário do regimento. Nas ações não autorizadas de Schill, Reyher foi ferido em 1809 e foi integrado com o resto das tropas no Regimento Uhlan da Prússia Ocidental. Seu comandante Yorck serviu a Reyher como ajudante. Depois de passar no exame de oficial, foi promovido a tenente secundário em 1810. No início das Guerras de Libertação, Reyher foi nomeado Ajudante da Brigada e participou da Batalha de Großgörschen. Isso foi seguido pela batalha de Bautzen e a reunião de Reichenbach, a batalha de Katzbach e outras escaramuças. Sob o General KatzlerReyher subiu para ajudante geral. Ele também serviu na campanha na França em 1814 para satisfação de seus superiores e foi promovido a primeiro-tenente. Ele recebeu a cruz de ferro, de primeira classe, que além dele apenas sete outros tenentes receberam durante a campanha. Reyher então se tornou ajudante do General Yorck. Durante a guerra de 1815, Reyher se envolveu como oficial do estado-maior, entre outras coisas, na batalha de Ligny e em outras escaramuças. Ele foi promovido a major por seus serviços.
Após o fim da guerra, Reyher inicialmente permaneceu com as tropas de ocupação na França. Lá ele ensinou, entre outras coisas, em uma escola de guerra de campo. Em 1818 ele retornou à Prússia e serviu no estado-maior geral. Em 1824, Reyher tornou-se Chefe do Estado-Maior General do VI. Corpo do Exército e elevado à nobreza prussiana como major em 20 de setembro de 1828 em Berlim. Em 1830, ele se tornou o chefe do estado-maior do corpo do exército comandado pelo príncipe Guilherme. Em 1840, Reyher mudou-se para o Ministério da Guerra, onde se tornou chefe do Departamento Geral de Guerra.
No Ministério de Março, Camphausen - Hansemann Reyher assumiu inicialmente o Ministério da Guerra por algumas semanas. Ele foi responsável por garantir que a capital fosse novamente ocupada pelos militares em abril, depois que o exército se retirou de Berlim em março. Em 1º de maio de 1848, Reyher tornou-se Chefe do Estado-Maior do Exército. Ele manteve esta posição até sua morte. Às vezes, ele também era membro da segunda câmara da Câmara dos Representantes da Prússia, onde pertencia à direita.